# Literatura tàtara
La literatura tàtara és la literatura feta en tàtar, una llengua turquesa que és parlada al Tatarstan, el Baixkortostan i altres regions de Rússia.

## Fins alseglexix
Les mostres més antigues de literatura tàtara són les balades líriques Takmaklar i un poema romàntic de Gali (1191). Del segle xii data el poema èpic tàtar Qiseqbash. El 1340 Qubt componsà l'èpica tàtara Husrav ve Shirin, es compongueren també força bayt (coples amoroses) i el 1354 Khorezmi escrigué el Llibre de l'amor. El 1370 Mahmud Bulgari compongué Camí del Paradís. S'han trobat alguns tolgaw (laments), un per la caiguda de Kazan el 1552 i un altre pels tàtars d'Europa.
En el segle xvi destacarien també Khosam Katib i Mekhmud Gali-ugly Mukhamed'yar, autor de La llum dels cors (1542) i El regal dels homes (1539). També es va compondre l'anònima Crònica de Kazan (1564-1566). En el segle xviii destacarien el poeta Mevle Kholy i Ibatulla Ishan.

## Seglexix
En el segle xix destacaren Shamsuddin Sufi i Ch. Zaki, seguits del dramaturg Zakir Gadi, Gali Chukriji (1826-1889), Rizaeddin Fareddin (1859-1936), Musa Jarullah Bigi (1875-?), Z. Bigejev (1870-1902), Akmulla (1831-1895), el poeta I. Emelianov (1848-1895), els dramaturgs G. Iliasi (1856-1895), Zakir Gadi i F. Khalidi (1850-1923) i l'historiador Mercani Cihaberddin (1815-1889), autor d'una Mustifad al-abhar fi ahvali Kazan ve Bulghar (Informe sobre els esdeveniments de Kazan i Bolgar, 1864). Musa Akegitov va compondre la primera novel·la, Khisamuddin Mulla, i G. Il'yasov la primera peça teatral, Bichara kyz (La donzella desafortunada)
Més tard destacarien Ğäliäsğar Qamal (1878-1933), fundador el 1901 del diari Taarakki (Progrés) i de l'editorial Maagarif (Il·lustració). El 1906 fundaria també els diaris Azad (Llibertat) i Azad Khalik (Poble Lliure), el 1908-1909 el satíric Yäşen (Il·lustració) i el 1907-1917 la revista literària Yulduz (Estrella). El 1905 editaria la primera novel·la moderna tàtara, Els misteris de la nostra ciutat. També col·laborà als diaris Eesh (Feina) i Kïzïl Baayrak (Bandera roja), i traduí Nikolai Gògol i Maxim Gorki al tàtar.

## Segle XX
Entre els autors del segle xx cal destacar Fatix Ämirxan (mort el 1926) amb Fatkulla Khazrat (1909) i Yaşlere (Joventut, 1910), Ğabdulla Tuqay (1885-1913), fundador de la revista Yal-Yolt  (Llam) i amb els poemes Şüräle (1907), Khüriyat khakynda (En llibertat, 1905), i Milletçelar (Nacionalistes, 1908); Shakir Mukhamedov (1865-1923), creador de la revista satírica Karchijga (Falcó, 1906-1907); Mazhit Gafuri (1880-1934) participà en els fets del 1905 a Kazan i escriví Kyzyl Yulduz (Estrella Roja, 1925); Gafur Sulakhmetov (1881-1918), escriptor i revolucionari, autor de Yash zhin (Jove vida, 1909), primera obra revolucionària tàtar; Sharif Kamal (1884-1942) creador de la revista Nur (Raig, 1909); Säğit Rämiev (1880-1826), poeta i traductor de Lev Tolstoi; Zagir Bigejev (1870-1902) i Galimdzhan Ibragimov (1887-1938).
Després del període revolucionari destacarien els autors Naki Isanbet (1899-1992), poeta i traductor de Puixkin i William Shakespeare; Riza Ishmurat (1903-?), tàtar de Baixkíria, director del teatre tàtar; Fatikh Karimov (1908-1945) poeta i partisà, amb el recull Asaarlaar (1957); Liabiba Ikhsanova (1923); Karim Tinchurin (1887-1947); Abdulrakhman Absaliamov (1911), autor de Gazimur (1953), Ak chachaaklaar (Les flors blanques, 1965) i Dustim mokhabbate (L'home etern, 1960); Abdullah Alish (1908-1944); Nazib Dumavi; Mirsaijaf Amirov (1906-?); Adel Kutui (1903-1945); Khadi Taktash (1900-1931); Nur Baian (1905-1945); Gumer Bashirov (1901-?); Salikh Battal (1905-?) traductor de Puixkin i Maiakovski; Tazi Gizzet (1895-1955); Khasan Tufan (1900-??); el prosista Kavi Nadzhmi (1901-1957); Atilla Rasikh (1916); Ibrahim Gazi (1907-1971); Mirkhaidar Faizi (1891-1928); Musa Dzhalil (1906-1944) el més conegut dels poetes tàtars moderns, amb Il'dar (1941), Oktyabr balosy (Fills d'octubre), Kechkene ipteshler (Joves camarades), Baraby (Marxem, 1925) i Altyn chech (La noia rossa, 1941); Akhmed Faizi (1903-1958) i Khusni (1908-??).
Més tard apareixerien nous autors com N. Nandjmi (1901-1957), Garif Gubai (1907), Raphail Tukh Vatullin (1924), Rinat Kharisov (1941), Ajaz Giliazov (1928) i Tufan Minullin (1935); Mukhamit Sadri (1913); Taufiq Aidi Aideldinov (1941) autor dels llibres Kaida Da Kaderle (Apreciat d'on siguis, 1984), Bezge ni Buldi? (Que ens passa, 1991) i Yelan Uge (La llengua forcada de la serp, 1991).